# Imperia (Italie)
Pour les articles homonymes, voir Imperia.
Imperia  est une commune italienne, chef-lieu de la province homonyme (limitrophe de la France à Vintimille), située dans la région de Ligurie. 
Créée en 1923 par fusion des communes de Port-Maurice et d'Oneille, elle avait en 2010 une population de 41 000 habitants et son agglomération d'environ 73 000.

## Géographie

### Situation
Imperia se trouve à 45 km à l'est de Nice, 25 km à l'est de la frontière française (Vintimille) et 15 km à l'est de Sanremo ; à 20 km à l'ouest d'Albenga et 60 km à l'ouest de Gênes.
Sanremo, dont la population est plus élevée (55 000 habitants) que celle d'Imperia, fait cependant partie de sa province.

### Communes limitrophes
Les communes attenantes à Imperia sont : 
- Civezza, Diano Arentino, Diano Castello, Diano Marina, Dolcedo, Pontedassio, San Lorenzo al Mare et Vasia.

### Voies de communication
- Autoroute Gênes-Vintimille-(Nice)
- Route nationale SSI

### Urbanisme: lesfrazioni
Les frazioni d'Imperia sont : 
- Artallo, Borgo d'Oneglia, Cantalupo, Caramagna Ligure, Caramagnetta, Clavi, Costa d'Oneglia, Massabovi, Moltedo, Montegrazie, Oliveto, Piani, Poggi, Borgo Sant'Agata et Torrazza.

## Histoire
À l'origine d'Imperia, on trouve deux villes séparées par le fleuve Impero, dont les histoires sont différentes : 
- Oneille (Oneglia), ville datant du Moyen Âge, dont le parler local est du ligure mélangé de piémontais ;
- Port-Maurice (Porto Maurizio), peut-être fondée par l'empereur byzantin Maurice ou simplement dédiée à saint Maurice d'Agaune.

### Histoire d'Oneille
Au Moyen Âge, Oneille appartient à la famille génoise des Doria, puis passe aux ducs de Savoie à partir de 1576. Les ducs de Savoie, aussi princes de Piémont et comtes de Nice, deviennent rois de Sardaigne en 1720.

### Histoire de Port-Maurice
Port-Maurice fait partie de la république de Gênes à partir de 1354, puis passe au duché de Milan pendant les guerres d'Italie, puis à la couronne espagnole. En 1815, cette ville est attribuée par le congrès de Vienne au roi de Sardaigne, dont la capitale est alors Turin. 
Lorsque le roi de Sardaigne Victor-Emmanuel II devient roi d'Italie en 1861, il cède le comté de Nice à la France, la frontière étant établie entre Menton et Vintimille. 

### Histoire d'Imperia (depuis 1923)
Imperia est constituée en 1923 par l'union de ces deux villes. Elle tire son nom de celui du fleuve Impero.

## Évolution démographique
Habitants recensés

## Administration
| Période                                  | Période       | Identité           | Étiquette   | Qualité                                     |
| ---------------------------------------- | ------------- | ------------------ | ----------- | ------------------------------------------- |
| 7 mai 1990                               | 23 avril 1995 | Claudio Scajola    | DC          |                                             |
| 23 avril 1995                            | 13 juin 1999  | Davide Berio       | PDS         |                                             |
| 13 juin 1999                             | 6 juin 2009   | Luigi Sappa        | FI          |                                             |
| 7 juin 2009                              | 15 mai 2012   | Paolo Strescino    | PdL         |                                             |
| 15 mai 2012                              | 10 juin 2013  | Sabatino Marchione |             | Commissaire préfectoral                     |
| 10 juin 2013                             | 27 juin 2018  | Carlo Capacci      | Indépendant |                                             |
| 27 juin 2018                             | En cours      | Claudio Scajola    | Polis       | Président de la province d'Imperia (2021 →) |
| Les données manquantes sont à compléter. |               |                    |             |                                             |

## Caractéristiques linguistiques
Les dialectes parlés dans la province d'Imperia sont du ligure intémélien alors qu'en ville, il est proche du piémontais (à Oneille) et du génois (à Porto Maurizio).

## Culture et patrimoine

### Architecture religieuse
À Port-Maurice (Porto Maurizio):
- Basilique San Maurizio ;
- Logge di Santa Chiara, et couvent des clarisses;
- Oratoire Saint-Pierre (Oratorio di San Pietro);
- Oratoire Sainte-Catherine (Oratorio di Santa Caterina);
- Sanctuaire de la Sainte-Croix au sommet du Mont Calvaire (Monte Calvario);
- Église de l'Immaculée Conception (Chiesa dell'Immacolata);
- Église et maison natale de saint Léonard de Port-Maurice;
- Église de Sainte-Marie-Madeleine;
- Église Saint-Joseph;
- Église Ave Maris Stella à Borgo Marina.

À Oneille:
- Collégiale de Saint-Jean-Baptiste ;
- Église Sainte-Marie-Majeure à Castelvecchio;
- Église Saint-Camille (Chiesa di San Camillo);
- Église San Biagio, dite des Pères Minimes;
- Église Saint-Sébastien;
- Église Notre-Dame de Lorette, à Borgo Peri;
- Église Saint-Luc, sur la colline des Cascine;
- Église du Christ-Roi;
- Église de la Saint-Famille
- Église San Francesco da Paola à la piazza Calvi.

À Castelvecchio:
- Église paroissiale Santa Maria Maggiore.

Dans les quartiers extérieurs:
- Chiesetta di San Martino a Clavi;
- Chiesa parrocchiale di Sant'Antonio à Costa d'Oneglia;
- Oratorio dell'Assunta à Costa d'Oneglia;
- Santuario della Madonna del Carmine a Costa d'Oneglia;
- Église paroissiale Saint-Bernard à Oliveto;
- Oratorio di San Giacomo à Barcheto;
- Chiesa parrocchiale di San Michele Arcangelo à Borgo d'Oneglia;
- Chiesa parrocchiale di Sant'Agata à Borgo Sant'Agata;
- Chiesa parrocchiale di San Sebastiano à Artallo;
- Oratorio di San Benedetto à Artallo;
- Chiesa parrocchiale dei Santi Simone e Giuda à Cantalupo;
- Oratorio di San Giacomo aux Ricci;
- Oratorio di San Bernardo à Massabovi;
- Chiesa parrocchiale di San Bartolomeo à Caramagna;
- Oratorio di Sant'Antonio a Caramagnetta;
- Chiesa parrocchiale dell'Annunziata à Montegrazie;
- Santuario di Nostra Signora delle Grazie à Montegrazie;
- Chiesa parrocchiale di San Bernardo à Moltedo;
- Oratorio dell'Immacolata Concezione à Moltedo;
- Oratorio di Santa Caterina à Moltedo;
- Oratorio di Sant'Agostino à Moltedo;
- Église paroissiale - santuario dell'Assunta à Piani;
- Chiesetta di San Bernardo à Torrazza;
- Chiesa parrocchiale di San Giorgio à Torrazza;
- Oratorio di San Giovanni à Torrazza;
- Chiesa di San Gottardo à Torrazza;
- Chiesa parrocchiale della Madonna della Neve à Poggi;
- Oratorio di Sant'Antonio à Poggi.

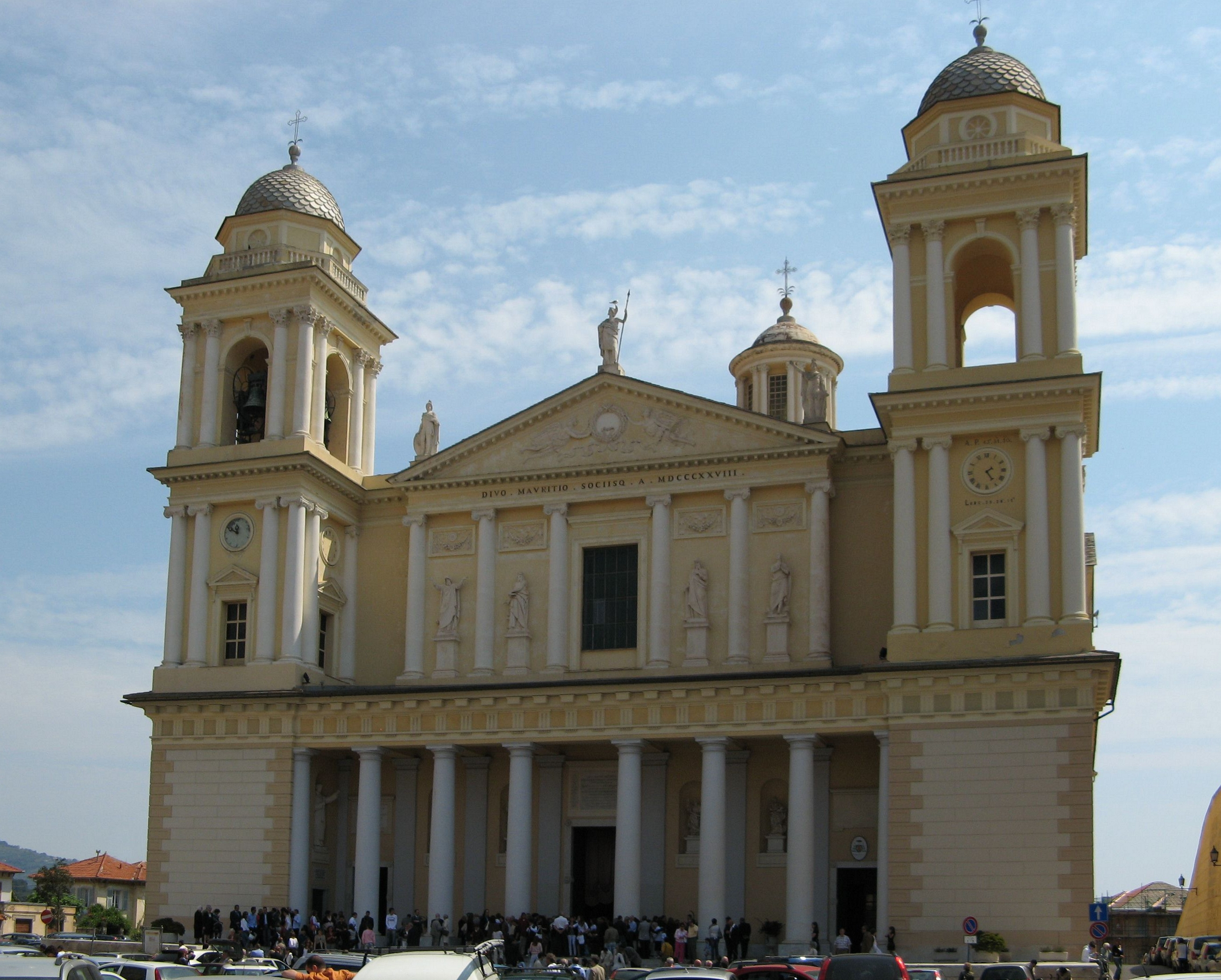
Basilique San Maurizio
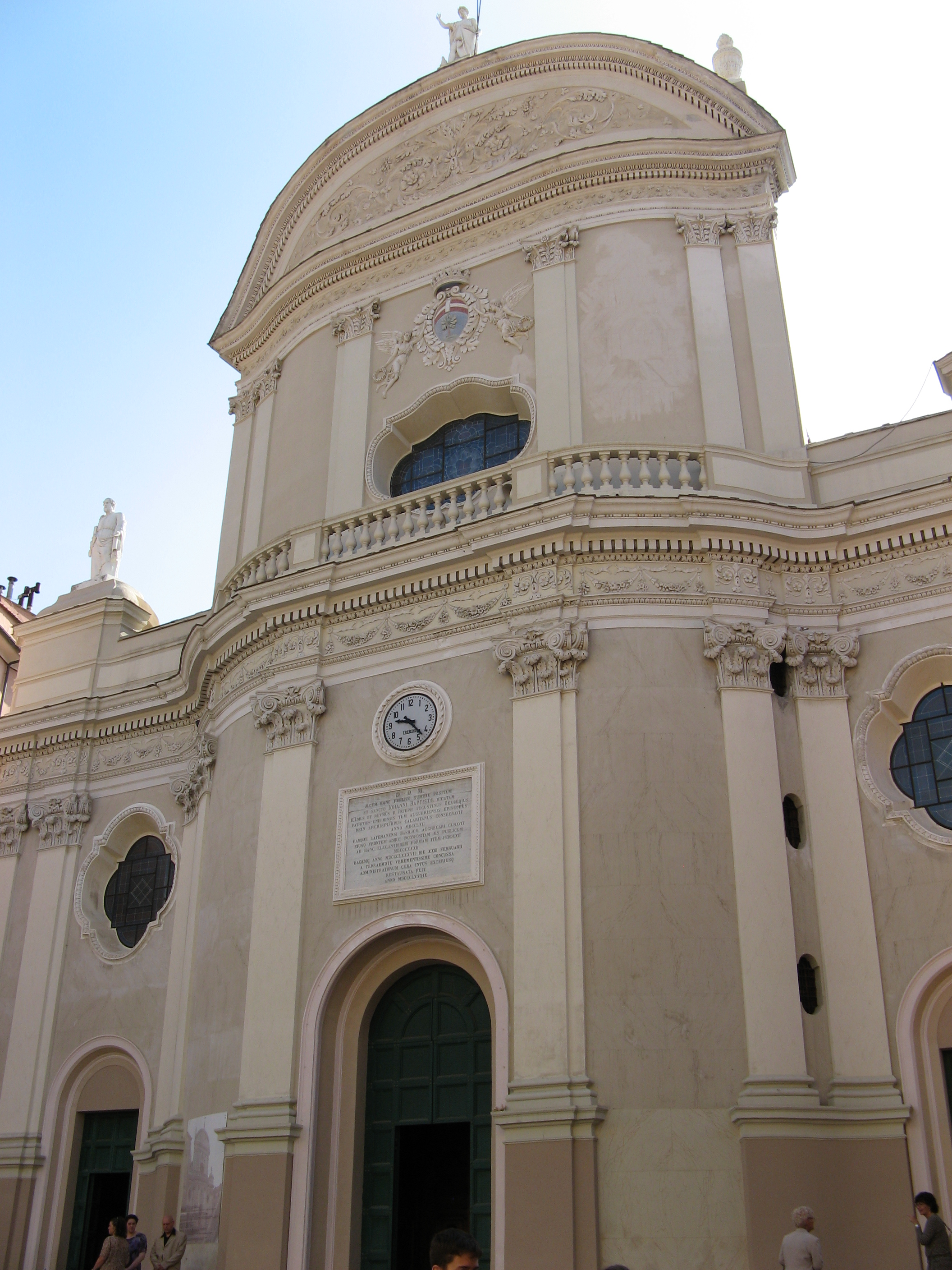
Collégiale Saint-Jean-Baptiste à Oneille
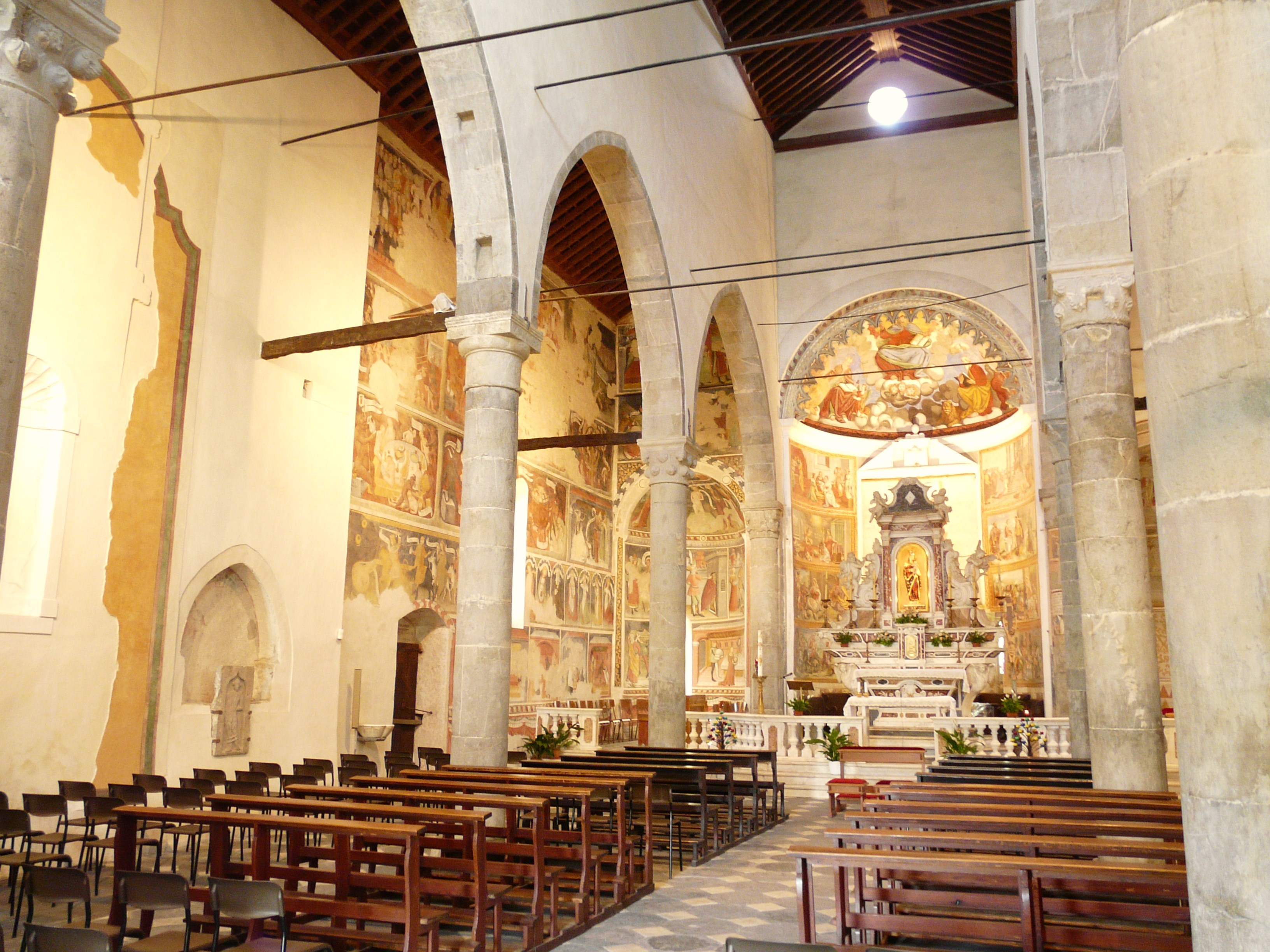
L'intérieur peint du sanctuaire de Montegrazie
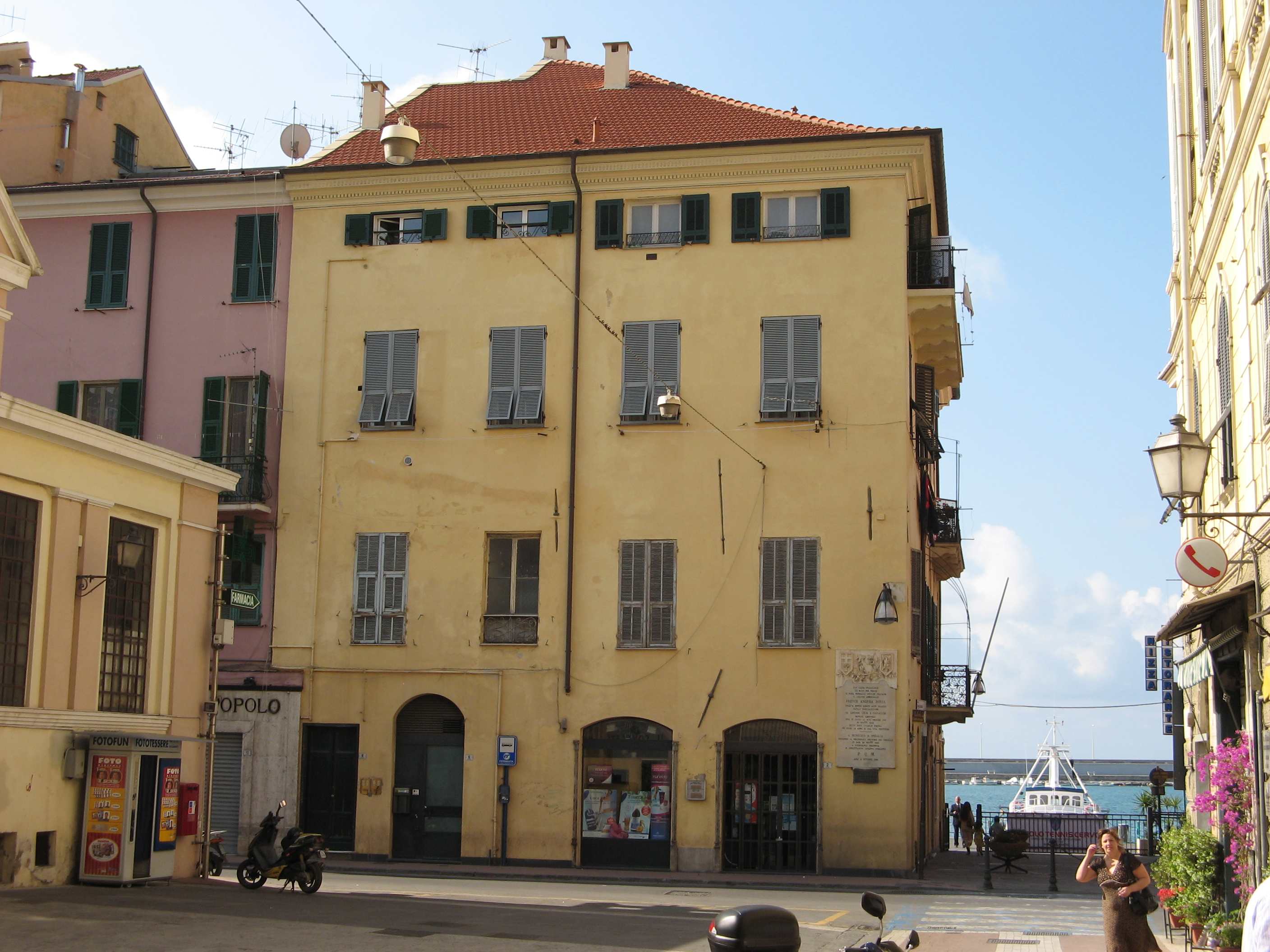
Maison natale de l'amiral Andrea Doria

### Architecture civile
À Port-Maurice :
- Palazzo Lercari-Pagliari;
- Palazzo Lavagna;
- Palazzo Strafforello;
- Villa Carpeneto;
- Villa Faravelli;
- Villa Varese;
- Maison de saint Leonard de Port-Maurice, maison natale du saint protecteur d'Imperia.
- Hospice des Chevaliers de Malte à Borgo Marina, du XIIIe siècle, qui a abrité Pétrarque.
- Théâtre Cavour;
- Tour de Prarola (bâtie pour l'observation des pirates sarrasins;
- Porte Martina, dernier témoin des fortifications de Port-Maurice.

À Oneille:
- Palazzo Doria (où est né en 1466 le célèbre amiral Andrea Doria);
- Villa Grock, retraite du célèbre clown d'origine suisse, Grock (première moitié du XXe siècle;
- Il "Gotico", palais Renaissance, avec tour, ancien siège de l'administration communale d'Oneille;
- Caffè Pasticceria Piccardo de 1905, inscrit au nombre des établissements publics historiques d'Italie[3];
- Fontaine de la  piazza Dante, au centre d' Oneille.

À Torrazza:
- Torre Antibarbaresca, restaurée en 1992[4].

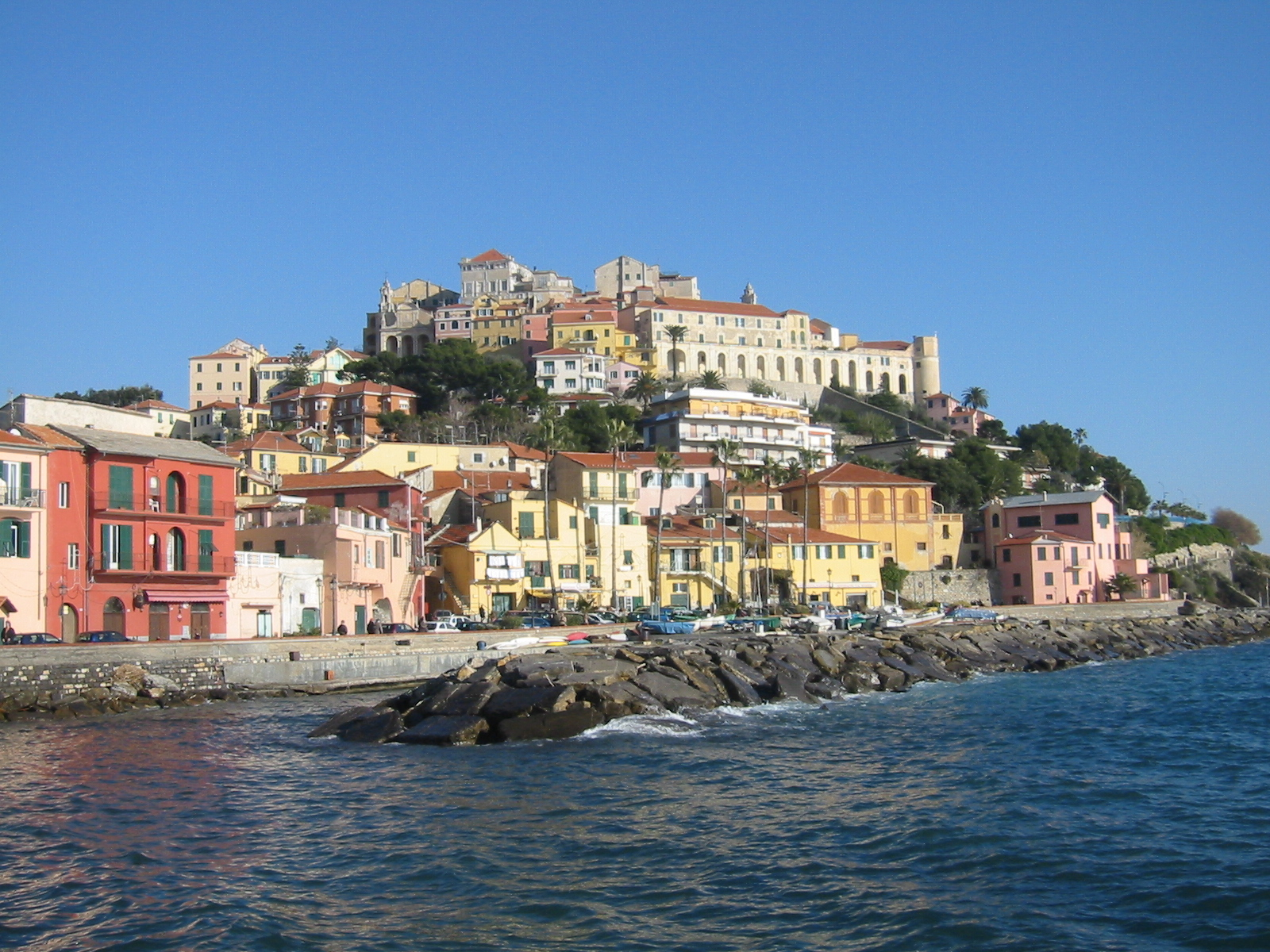
Porto Maurizio.
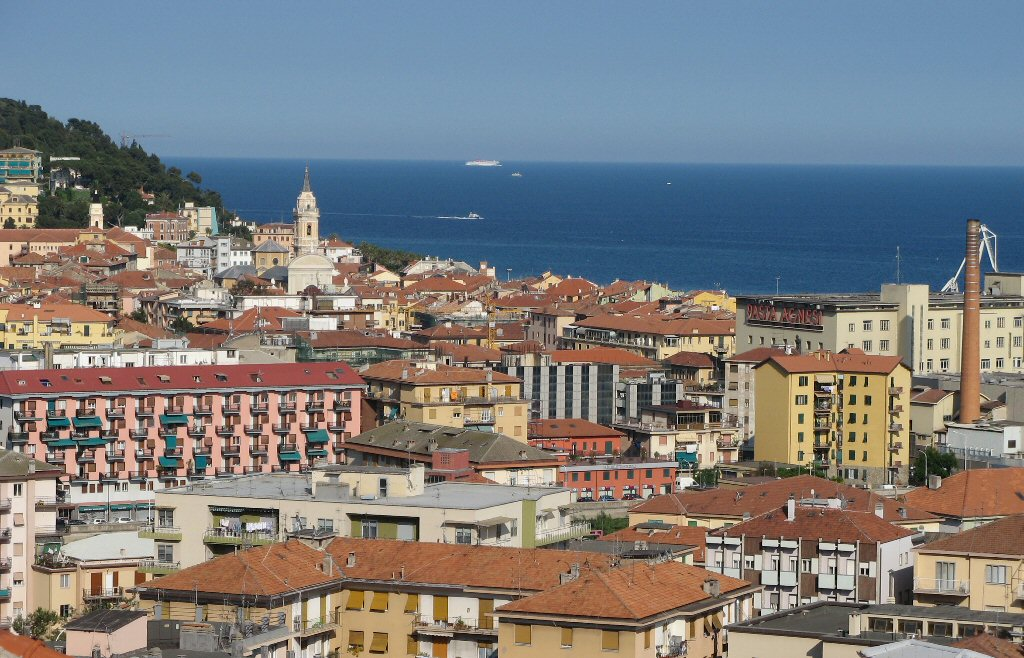
Quartier d'Oneglia.
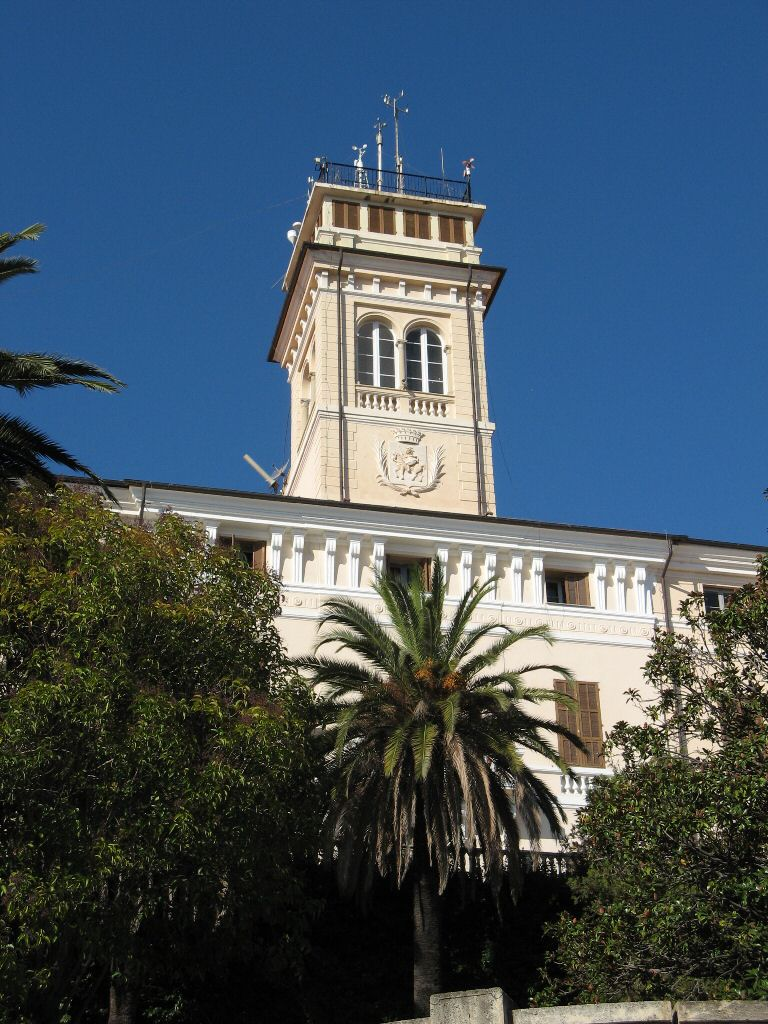
La tour de l'observatoire météorologique.

## Personnalités liées à la commune

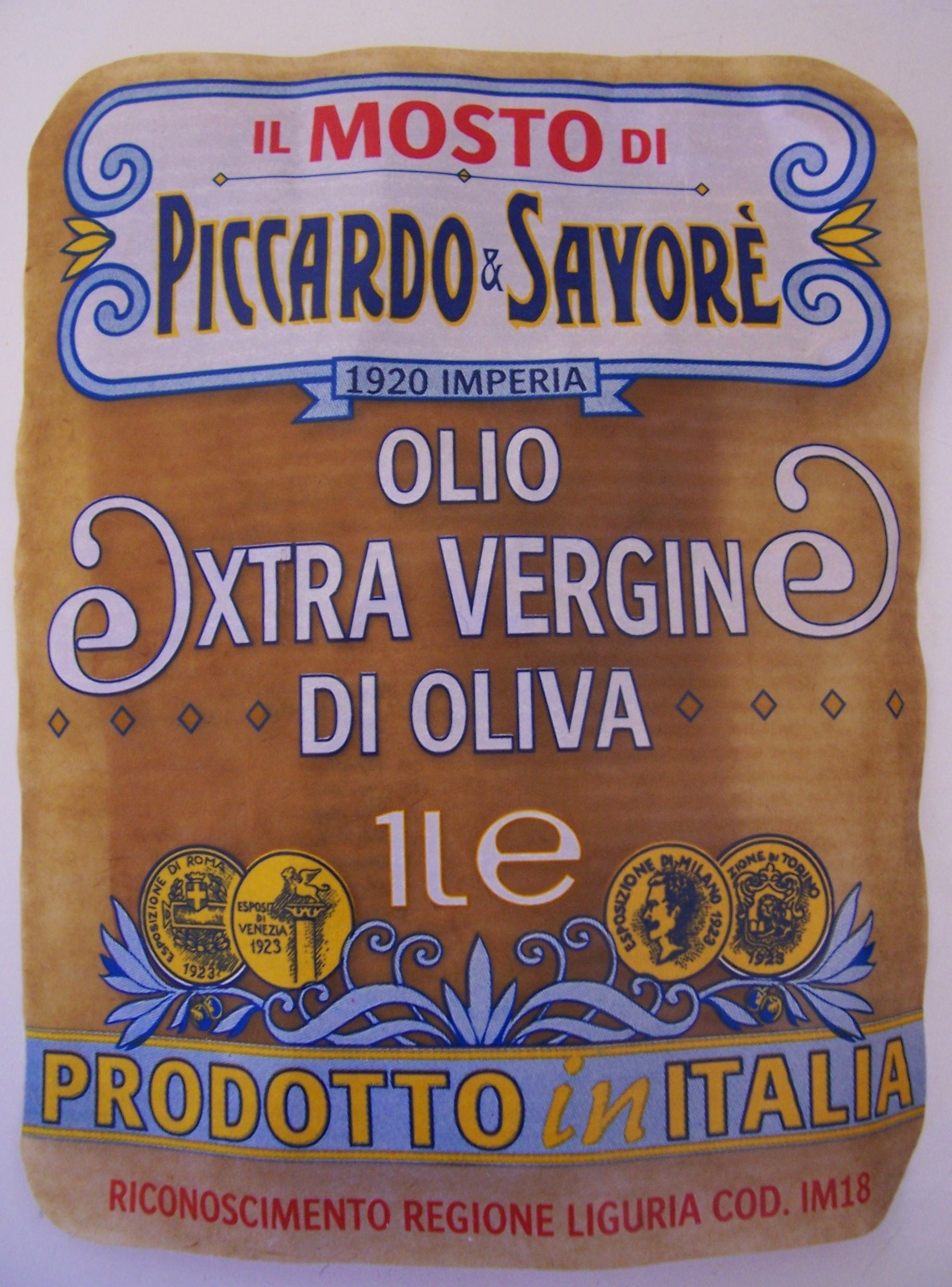
L'huile d'olive d'Imperia est réputée.

### Nées à Imperia
- Andrea Doria (1466-1560), Condottiere.
- Léonard de Port-Maurice (1676-1751) missionnaire canonisé.
- Carlo Amoretti (1741-1816), naturaliste.
- Giovan Pietro Vieusseux, (1779-1863), écrivain.
- Alessandro Natta (1918-2001), homme politique.
- Luciano Berio (1925-2003), compositeur.
- Edmondo De Amicis (1846-1908), écrivain.
- Jean Villeri (1896-1982), peintre.
- Giulio Natta (1903 - 1979), Prix Nobel de chimie en 1963.
- Francesco Moraldo, Creppo di Triora (1906 - 2001), Juste parmi les nations en 1999.
- Christian Lavernier (1979-), guitariste.

### Autres
- Le clown suisse Grock y fit construire une majestueuse maison, la Villa Bianca, du nom de sa fille adoptive.
- Renato Dulbecco, Prix Nobel de physiologie ou médecine en 1975.
- Gian Paolo Dulbecco, peintre.